# Екатеринбургская епархия
Екатеринбу́ргская епа́рхия — епархия Русской православной церкви, объединяющая приходы и монастыри в юго-западной части Свердловской области, в границах городов областного подчинения Екатеринбурга, Берёзовского, Верхней Пышмы, Ревды, Красноуфимска, Первоуральска, Полевского, а также Артинского, Ачитского, Верхотурского, Красноуфимского, Нижнесергинского, Сысертского, Шалинского районов, ЗАТО Свободный и ЗАТО Уральский. Входит в состав Екатеринбургской митрополии.
Кафедральные соборы — Иоанно-Предтеченский и Свято-Троицкий в Екатеринбурге.

## История
25 декабря 1833 года был назначен викарий Пермской епархии с титулом Екатеринбургский. Епископ Екатеринбургский имел собор, архиерейский дом, особый штат и служителей, и денежный оклад в размере 4000 рублей.
Самостоятельная Екатеринбургская епархия была учреждена 29 января 1885 года.
После падения монархии глава Екатеринбургской епархии Серафим (Голубятников) был арестован. Найти ему преемника оказалось нелегко. Дело в том, что при Временном правительстве весной 1917 года были разрешены выборы епархиальных архиереев. В Екатеринбурге выборы были проведены Екатеринбургским съездом духовенства и мирян (проходил с 16 по 25 мая 1917 года), на которых большинство голосов получил инспектор Пермской семинарии Н. И. Знамировский. Но он вскоре отказался в пользу второго кандидата, ректора Иркутской семинарии архимандрита Софрония (Арефьева). Но и последний тоже не спешил дать своё согласие. В результате, 14 июня 1917 года Синод признал выборы несостоявшимися. В 1917 году ещё дважды (8 августа и 25 — 26 октября) пытались провести голосование, но всякий раз Синод отменял результаты. В результате, почти весь межреволюционный период епархия оставалась без архиерея. Только 20 ноября 1917 года высшая церковная власть административным порядком назначила в Екатеринбург нового епископа — Григория (Яцковского).
Летом 1919 года на Урале окончательно установилась советская власть, началась реализация декрета об отделении Церкви от государства, массовыми стали аресты духовенства. В сентябре 1919 года было объявлено о закрытии всех домовых церквей, прекратили существование духовные школы.
В мае 1922 года, после ареста Патриарха Московского и всея России Тихона, начался обновленческий раскол. После освобождения Патриарха Тихона 25 июня 1923 года значительная часть духовенства и паствы Екатеринбургской епархии, втянутая в обновленческий раскол, вернулась в лоно патриаршей Церкви.
В декабре 1925 года находившийся в Москве Екатеринбургский архиепископ Григорий (Яцковский) при поддержке властей организовал григорианский раскол. В 1930 годах власти перешли от покровительства григорианам к их уничтожению: практически все григорианские храмы были закрыты, на Урале не уцелело ни одного епископа, оставшиеся на свободе священники переходили на гражданскую работу.
В 1929 году начались массовое закрытие церквей и притеснение духовенства всех конфессий. В 1929—1932 годах репрессиям в Свердловской епархии подверглись 97 священников: 75 сергиевцев, 11 обновленцев и 11 григорианцев. Из них двое были приговорены к расстрелу, а 95 к различным срокам заключения. Затем волна репрессии пошла на спад — в 1933—1934 годах были осуждены к различным срокам лишь 8 священников (из них 6 обновленцев). В 1935—1936 годах репрессии нарастали, но медленно. В 1935 году в Свердловской епархии осудили 10 священников, в 1936 году — 13.
В ходе массовых репрессий 1937—1938 годов епархия была практически ликвидирована. В эти годы возобновились расстрелы священников, приобретшие массовый характер. В 1937 году были осуждены 173 представителя духовенства Свердловской епархии (в том числе 103 к расстрелу), в 1938 году — 15 (в том числе 13 к расстрелу). В 1937—1939 годах впервые были осуждены священники старше 70 лет (до этого их не трогали).
Затем волна репрессий пошла на спад. Число осуждённых к разным срокам представителей духовенства Свердловской епархии в 1939—1941 годах по годам (к расстрелу в эти годы из свердловских священников не был приговорён никто):
- 1939 год — 6 чел.;
- 1940 год — 4 чел.;
- 1941 год — 1 чел. (он был старше 70 лет)

Динамика закрытия церквей в современных границах Свердловской области (по годам):
- 1935 год — 50;
- 1936 год — 36;
- 1937 год — 40;
- 1938 год — 33;
- 1939 год — 15;
- 1940 год — 14;
- 1941 год — 17.

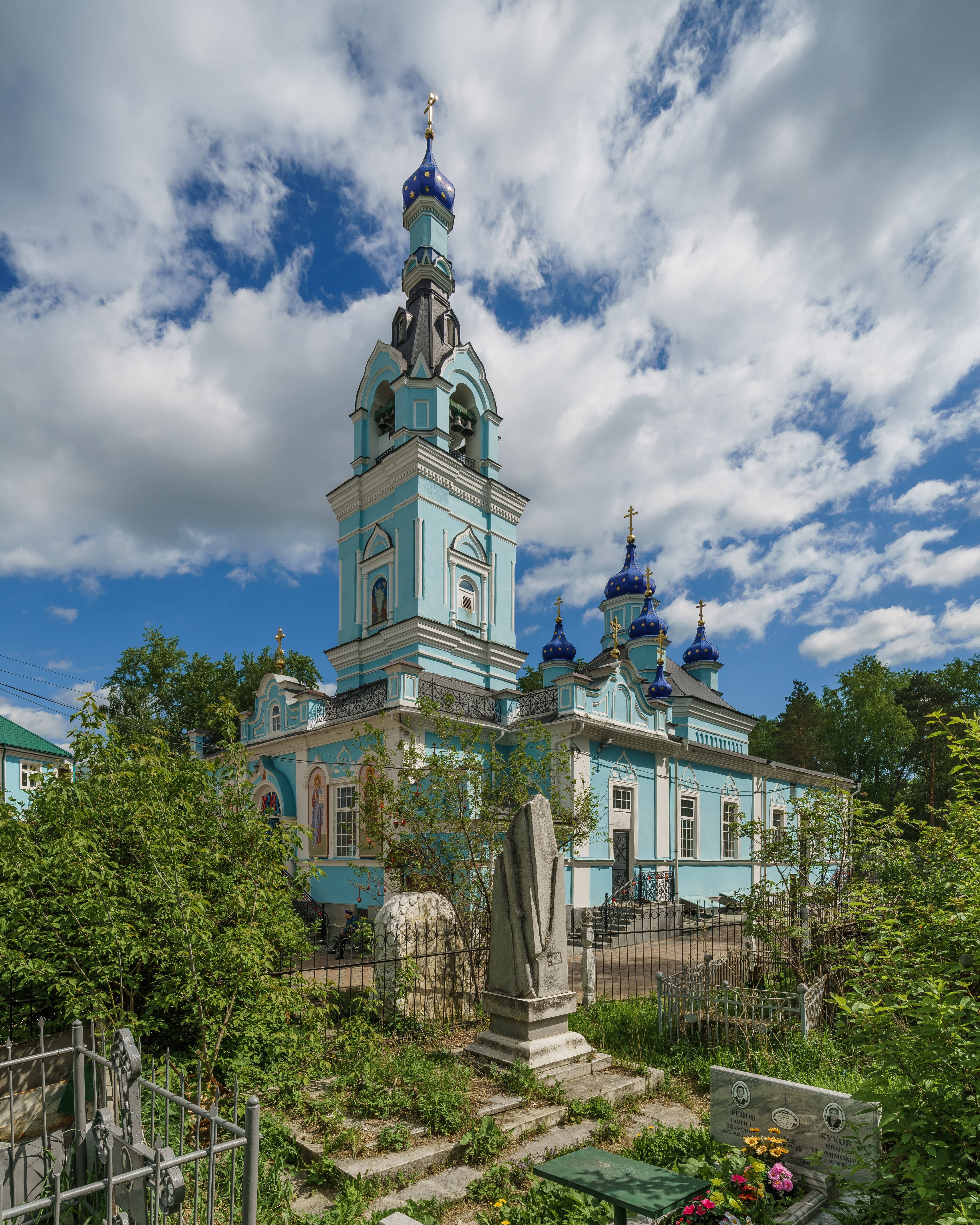
Иоанно-Предтеченский собор

О значении этих цифр можно судить по тому, что на территории Свердловской области в её современных границах на 1 января 1937 года было только 139 действующих церквей.
7 сентября 1943 года была восстановлена Свердловская епархия, в состав которой вошли приходы Свердловской, Челябинской и Курганской областей. В 1942—1947 годах в Свердловской области богослужение возобновилось в 13 храмах.
В июне 1947 года приходы Челябинской области были выделены в самостоятельную епархию.
С 1988 года в епархии открывались новые приходы.
27 июля 2011 года из Екатеринбургской епархии выделены Каменская и Нижнетагильская епархии.
6 октября 2011 года Екатеринбургская, Каменская и Нижнетагильская епархии включены в состав новообразованной Екатеринбургской митрополии.
7 марта 2018 года решением Священного Синода образована Серовская епархия, к которой отошли город Ирбит, Ирбитское и Махнёвское муниципальные образования и Режевской городской округ.

## Епископы
Екатеринбургское викариатство
- Евлампий (Пятницкий) (11 февраля 1833 — 22 июня 1840)
- Анатолий (Мартыновский) (4 августа 1840 — 10 июня 1841)
- Мелхиседек (Золотинский) (6 августа 1841 — 24 сентября 1845)
- Иона (Капустин) (19 мая 1846 — 21 ноября 1859)
- Ириней (Боголюбов) (17 января — 8 мая 1860)
- Варлаам (Денисов) (21 августа 1860 — 19 мая 1862)
- Митрофан (Вицинский) (28 мая 1862 — 9 ноября 1866)
- Вассиан (Чудновский) (21 ноября 1866 — 9 сентября 1876)
- Варсонофий (Охотин) (31 октября — 19 ноября 1876)
- Модест (Стрельбицкий) (10 апреля 1877 — 9 декабря 1878)
- Вениамин (Смирнов) (4 марта 1879 — 5 апреля 1882)
- Нафанаил (Леандров) (5 апреля 1882 — 26 января 1885)

Екатеринбургская епархия
- Нафанаил (Леандров) (26 января 1885 — 10 января 1888)
- Кирилл (Орлов) (13 февраля — 2 апреля 1888)
- Поликарп (Розанов) (2 апреля 1888 — 25 октября 1891)
- Афанасий (Пархомович) (8 ноября 1891 — 12 ноября 1894)
- Симеон (Покровский) (12 ноября 1894 — 12 июля 1896)
- Владимир (Шимкович) (12 июня 1896 — 2 июня 1897)
- Христофор (Смирнов) (6 июня 1897 — 29 марта 1900)
- Ириней (Орда) (29 марта 1900 — 28 марта 1902)
- Никанор (Каменский) (28 марта 1902 — 26 ноября 1903)
- Владимир (Соколовский-Автономов) (26 ноября 1903 — 18 марта 1910)
- Митрофан (Афонский) (2 апреля 1910 — 20 марта 1914)
- Серафим (Голубятников) (20 марта 1914 — 10 мая 1917)
- Серафим (Александров) (май-ноябрь 1917) в/у
- Григорий (Яцковский) (17 ноября 1917 — 29 января 1926)
- Аркадий (Ершов) (март 1924) в/у, епископ Кунгурский
- Алексий (Буй) (октябрь 1925 — август 1926) в/у, епископ Витебский
- Корнилий (Соболев) (июль 1926 — 8 марта 1933)
  - Стефан (Знамировский) (1926 — 16 сентября 1927) в/у, епископ Шадринский
  - Виктор (Островидов) (октябрь — 23 декабря 1927) в/у, епископ Шадринский
  - Аркадий (Ершов) (1927—1928) в/у
  - Валериан (Рудич) (1928—1930) в/у, епископ Шадринский
  - Евсевий (Рождественский) (16 апреля — декабрь 1930) в/у, епископ Шадринский
  - Валериан (Рудич) (1931) в/у, епископ Кирилловский
  - Алексий (Кузнецов) (1931—1932) в/у, архиепископ Сарапульский
  - Софроний (Арефьев) (1932—1933) в/у, епископ Ирбитский
  - Макарий (Звёздов) (февраль — 8 марта 1933) в/у, епископ Ирбитский
- Макарий (Звёздов) (8 марта 1933 — 2 апреля 1935)
- Глеб (Покровский) (2 апреля — 2 октября 1935) в/у
- Симеон (Михайлов) (16 июля — 25 ноября 1935) не был зарегистрирован властями
- Алексий (Кузнецов) 2-й раз (конец 1935—1936) в/у, архиепископ Сарапульский; в управление не вступал
- Петр (Савельев) (март 1936 — 19 октября 1937) до 27 января 1937 — в/у, епископ Кунгурский
  - 1937—1941 — пресеклась
- протоиерей Николай Адриановский (нач. 1942—1943)
- Варлаам (Пикалов) (7 сентября 1943 — 30 августа 1944)
- Товия (Остроумов) (10 декабря 1944 — 14 марта 1957)
- Донат (Щёголев) (14 марта — 8 августа 1957)
- Мстислав (Волонсевич) (8 августа 1957 — 21 февраля 1958)
- Павел (Голышев) (21 февраля — 20 апреля 1958) в/у, епископ Пермский
- Флавиан (Дмитриюк) (20 апреля 1958 — 7 июля 1966)
- Леонид (Поляков) (7 июля — 8 октября 1966) в/у, епископ Пермский
- Климент (Перестюк) (23 октября 1966 — 8 августа 1980)
  - Илиан (Востряков) (ноябрь 1979 — 8 августа 1980) в/у, епископ Солнечногорский
- Платон (Удовенко) (8 августа 1980 — 26 декабря 1984)
- Мелхиседек (Лебедев) (26 декабря 1984 — 26 февраля 1994)
- Никон (Миронов) (26 февраля 1994 — 19 июля 1999)
- Викентий (Морарь) (19 июля 1999 — 27 июля 2011)
- Кирилл (Наконечный) (27 июля 2011 — 8 декабря 2020)
- Евгений (Кульберг) (с 8 декабря 2020)

## Викариатства
- Златоустовское (недейств.)
- Ирбитское (недейств.)
- Кушвинское (недейств.)
- Нижнетагильское (ныне самостоятельная епархия)
- Шадринское (недейств.)
- Среднеуральское (недейств.)

## Благочиния
Епархия разделена на 20 церковных округов:
в Екатеринбурге
- Всехсвятское благочиние (благочинный: протоиерей Николай Тарантин)
- Ивановское благочиние (благочинный: иерей Даниил Рябинин)
- Преображенское благочиние (благочинный: иерей Евгений Гаёв)
- Пригородное благочиние (благочинный: протоиерей Максим Ильин)
- Рождественское благочиние (благочинный: иерей Андрей Юганец)

в области
- Арамильское благочиние (благочинный: иерей Игорь Константинов)
- Артинское благочиние (благочинный: иерей Антоний Мингалев)
- Ачитское благочиние (благочинный: иерей Максим Крылов)
- Березовское благочиние (благочинный: иерей Кирилл Кузовников)
- Верхнепышминское благочиние (благочинный: иерей Андрей Букин)
- Верхотурское благочиние (благочинный: игумен Иероним (Миронов))
- Красноуфимское благочиние (благочинный: митрофорный протоиерей Андрей Иванков)
- Нижнесергинское благочиние (благочинный: иерей Максим Крылов)
- Первоуральское благочиние (благочинный: протоиерей Константин Савченко)
- Полевское благочиние (благочинный: протоиерей Сергий Рыбчак)
- Ревдинское благочиние (благочинный: протоиерей Алексий Сысков)
- Сысертское благочиние (благочинный: протоиерей Димитрий Черняк)
- Шалинское благочиние (благочинный: протоиерей Антоний Бахарев)

специальные
- Военное благочиние (храмы в воинских частях, благочинный: протоиерей Андрей Канев)
- Монастырское благочиние (монастыри и подворья, благочинный: игумен Иероним (Миронов))

## Благотворительная деятельность
Большинство приходов Екатеринбургской епархии несут социальную нагрузку — собирают вещи для малоимущих, организуют благотворительные столовые, окормляют государственные учреждения: детские дома, дома престарелых, исправительные учреждения.
Отдел социального служения Екатеринбургской епархии централизовано осуществляет работу по нескольким направлениям:
- центр реабилитации бездомных «Держава»;
- автобус милосердия[23];
- сестричество милосердия[24];
- патронажная служба.

Всего в работу епархиального отдела социального служения вовлечены несколько десятков человек, и приглашаются новые добровольцы.
Екатеринбургская епархия содержит:
- приют для девочек при Ново-Тихвинском женском монастыре[26];
- центры реабилитации наркозависимых в городах Полевском[27] и Екатеринбурге[28];
- благотворительную столовую для бездомных, ежедневно обслуживающую не менее ста нуждающихся[29].
- богадельню при храме Святой Елисаветы Феодоровны[30]

Так как социальная деятельность Екатеринбургской епархии централизовано не документируется и участвующие в этом движении верующие стремятся к анонимности, то оценить масштаб социальной работы невозможно, но можно утверждать, что подобное число благотворительных проектов в регионе не имеет никакая другая религиозная или общественная организация.

## Средства массовой информации
Издательский отдел Екатеринбургской епархии начал свою деятельность в 1994 году, с этого времени издаётся еженедельник «Православная газета». В настоящее время в структуру медиа-холдинга Екатеринбургской Епархии помимо газеты входят:
- Телеканал «Союз»
- Радио «Воскресение»
- Журнал «Православный вестник».

Ряд приходов издаёт собственные малотиражные журналы и газеты.

## Епархиальные производства
- Типография Екатеринбургской Епархии
- Сысертский завод художественного фарфора

Также в монастырях и на приходах действуют мастерские — иконописные, швейные, столярные, художественной ковки.